# Radiatio optica
De radiatio optica of gezichtsstraling  is de sensorische (afferente) zenuwbaan in het visuele systeem die loopt van het corpus geniculatum laterale van de thalamus naar de primaire visuele schors.